# Meristhus
Meristhus là một chi bọ cánh cứng trong họ 
Elateridae.
Chi này được miêu tả khoa học năm 1857 bởi Candèze.

## Các loài
Các loài trong chi này gồm:
- Meristhus afghanus Platia & Gudenzi, 2002
- Meristhus angulicollis Fairmaire, 1897
- Meristhus babai Kishii, 1991
- Meristhus ceylonensis Ôhira, 1973
- Meristhus crenulatus Vats & Kashyap, 1996
- Meristhus cristatus Horn, 1871
- Meristhus lepidotus (Palisot de Beauvois, 1805)
- Meristhus niponensis Lewis, 1894
- Meristhus quadripunctatus Candèze, 1857
- Meristhus sabensis Wurst, Schimmel & Platia, 2001
- Meristhus scabrosus Fleutiaux, 1931
- Meristhus sikkimensis Cate, 2007
- Meristhus squameus Candèze, 1893